# Rockford (Michigan)
Pour les articles homonymes, voir Rockford.
Rockford est une ville située dans le comté de Kent, dans l'État du Michigan, aux États-Unis.

Centre-ville vers le sud le long de la rue Main